# Demonax frater
Demonax frater là một loài bọ cánh cứng trong họ Cerambycidae.